# Opheliac
Opheliac es el segundo álbum de estudio de la cantautora Emilie Autumn. Fue lanzado en el mes de septiembre del 2006 bajo el sello discográfico "Trisol Music Group". Fue el disco de Autumn que le dio popularidad a nivel mundial en la cultura underground y su primer álbum en poseer distribución a nivel internacional.
Desde su lanzamiento, Opheliac obtuvo tal aceptación que la gira de promoción se prolongó por un periodo de casi seis años, llegando a presentarse en toda Europa occidental, Australia, Norteamérica y Sudamérica.

## Recepción
Opheliac fue escrito y compuesto en su totalidad por Emilie Autumn y lanzado en el mes de septiembre de 2006.
El nombre del disco está inspirado en el personaje Ophelia de la obra Hamlet, escrita por William Shakespeare. También se pueden encontrar algunas citas del dramaturgo inglés en algunas de las canciones.
Entre los diferentes temas que se abordan en el disco, se puede encontrar el abuso sexual, el trastorno bipolar, suicidio, muerte e incluso feminismo con tintes sarcásticos.
La primera presentación oficial del disco en vivo tuvo lugar en 2007 en el Wave-Gotik-Treffen, considerado el festival gótico más importante a nivel internacional. Fue entonces cuando la popularidad de Emilie Autumn comenzó a crecer rápidamente siendo invitada a festivales como M'era Luna y Summer Darkness. Muy pronto Emilie se embarcaría en su primera gira "The Asylum" tocando en Alemania y el Reino Unido principalmente. Sin embargo, la popularidad de Opheliac continuó creciendo después de la gira, por lo que Emilie decidió montar una segunda gira llamada "The Plague", en la cual se presentó en países de Europa que no había visitado en la primera. Para el año 2008, la compañía discográfica ya había recibido peticiones del disco desde casi todos los países de Europa occidental por lo que Emilie al final de la segunda gira anuncio la tercera y cuarta gira de promoción "The Gate" y "The Gate II" para así poder visitar nuevos lugares a donde era solicitada y regresar a aquellos donde nuevamente se agotaban las entradas.
No tomó mucho tiempo para que Opheliac obtuviera notoriedad fuera de la escena gótica -decenas de publicaciones en internet y revistas de diversos géneros musicales como Metal Hammer o Kerrang! destacaron la labor de Autumn. El álbum también se ganó la admiración del músico Gary Numan, quien invitó a la artista a formar parte de su gira, sin embargo esto no se vio cumplido por Emilie debido a una cirugía por una malformación en su mandíbula.
A pesar de que en Norteamérica el disco solo se podía comprar por internet a muy alto precio, la demanda de conciertos por parte de sus seguidores fuera de Europa logró que se realizara una nueva gira "The Key", la primera de Emilie Autumn en Norteamérica, la cual comprendió conciertos en Canadá, EE. UU. y México. 
En 2011 Autumn declaró estar a punto de lanzar un nuevo álbum, por lo que se decidió hacer una última gira llamada "The Door", para así poder presentarse por primera vez ante sus seguidores de Sudamérica. Esta gira final de Opheliac también incluyó a Australia Europa y Norteamérica.

## Controversia
A mediados del 2011, Emilie anunció haber recibido un correo electrónico en el cual una persona le deseaba la muerte, acusándola de que su música había inducido a un fan al suicidio; a lo que Emilie comentó: "Obviamente alguien aún no entiende el mensaje que yo intento dar".

## Pistas
| N.º | Título                     | Escritor(es)  | Duración |  |
| 1.  | «Opheliac»                 | Emilie Autumn | 5:33     |  |
| 2.  | «Swallow»                  | Emilie Autumn | 6:15     |  |
| 3.  | «Liar»                     | Emilie Autumn | 6:01     |  |
| 4.  | «The Art of Suicide»       | Emilie Autumn | 5:32     |  |
| 5.  | «I Want My Innocence Back» | Emilie Autumn | 3:48     |  |
| 6.  | «Misery Loves Company»     | Emilie Autumn | 4:28     |  |
| 7.  | «God Help Me»              | Emilie Autumn | 5:58     |  |
| 8.  | «Shalott»                  | Emilie Autumn | 4:04     |  |
| 9.  | «Gothic Lolita»            | Emilie Autumn | 6:03     |  |
| 10. | «Dead is the New Alive»    | Emilie Autumn | 5:04     |  |
| 11. | «I Know Where You Sleep»   | Emilie Autumn | 3:15     |  |
| 12. | «Let the Record Show»      | Emilie Autumn | 3:54     |  |

| Bonus Disc |                                               |                       |          |  |
| N.º        | Título                                        | Escritor(es)          | Duración |  |
| 1.         | «Dominant»                                    | Emilie Autumn         | 3:47     |  |
| 2.         | «306»                                         | Emilie Autumn         | 5:36     |  |
| 3.         | «Thank God I'm Pretty»                        | Emilie Autumn         | 4:01     |  |
| 4.         | «Marry Me»                                    | Emilie Autumn         | 4:50     |  |
| 5.         | «Largo for Violin»                            | Johann Sebastian Bach | 4:06     |  |
| 6.         | «Poem: How to Break a Heart»                  | Emilie Autumn         | 1:01     |  |
| 7.         | «Poem: Ghost»                                 | Emilie Autumn         | 2:38     |  |
| 8.         | «Poem: At What Point Does a Shakespeare Say?» | Emilie Autumn         | 0:36     |  |

## Relanzamientos y ediciones especiales
Anteriormente al lanzamiento de este disco, un EP de adelanto de lo que vendría en la versión final de Opheliac contenía una demostración del trabajo presentando las seis primeras canciones, sumándole "Marry me" y "Thank god I'm pretty", estas dos últimas se encontraban ocultas.
En adición a las pistas relatadas por Emilie Autumn, el disco también contiene algunas grabaciones en vivo, una de ellas es una interpretación de "Misery loves company" del 12 de enero de 2006 en el "WGN morning show", también se incluían tres vídeos cortos titulados "Inside The Asylum: Lessons in being a wayward victorian girl".
El CD fue originalmente lanzado como una edición limitada en Europa el 1 de septiembre del 2006. Luego fue lanzado de forma común el 22 de septiembre del 2006, justamente, el día del cumpleaños de Emilie Autumn. Cuando la edición limitada se agotó, fue lanzada otra el 5 de febrero del 2007. Entre cada versión no hay ninguna diferencia notable, solamente que en la primera se incluía un póster del disco.
Emilie Autumn lanzó un EP promocionando dos temas del disco: "Liar" y "Dead is the new alive", ambos en un EP titulado "Liar / Dead is the new alive", presentando también algunos remixes de estas canciones.
El 6 de agosto de 2008, Emilie anunciaría el cambio de Trisol Music Group hacia The End Records relanzando Opheliac para sus seguidores en Canadá México Y USA quienes anteriormente solo podían conseguir el disco importado y por internet. Este nuevo lanzamiento contenía una carátula especial, un cover de la canción "Gloomy Sunday" así como una versión acústica de "The Art of Suicide", una versión alternativa de "Thank God I'm Pretty", además de algunas escenas de la etapa de grabación del disco.